# Doraops zuloagai
Doraops zuloagai és una espècie de peix de la família dels doràdids i de l'ordre dels siluriformes que es troba a Sud-amèrica: conques del llac Maracaibo i dels rius Apon, Santa Ana, Catatumbo i Escalante.

## Morfologia
- Els mascles poden assolir 50 cm de longitud total.[1][2]

## Biologia
Menja insectes, cucs, crancs petits i caragols.

## Hàbitat
És un peix d'aigua dolça i de clima tropical.